# Arroyos Patana y Regueros
Arroyos Patana y Regueros este o arie protejată (arie specială de conservare — SAC, sit de importanță comunitară — SCI) din Spania întinsă pe o suprafață de 1.039,65 ha, integral pe uscat.

## Localizare
Centrul sitului Arroyos Patana y Regueros este situat la coordonatele 40°03′09″N 6°33′43″W / 40.0525°N 6.5619°V.

## Înființare
Situl Arroyos Patana y Regueros a fost declarat sit de importanță comunitară în decembrie 2000 pentru a proteja 35 de specii de animale. Situl a fost protejat și ca arie specială de conservare în mai 2015.

## Biodiversitate
Situată în ecoregiunea mediteraneană, aria protejată conține 7 habitate naturale: Galerii și tufărișuri riverane sudice (Nerio-Tamaricetea și Securinegion tinctoriae), Tufărișuri termo-mediteraneene și de pre-deșert, Dehesas cu Quercus spp. perene, Galerii de Salix alba și de Populus alba, Păduri termofile cu Fraxinus angustifolia, Păduri aluvionare cu Alnus glutinosa și Fraxinus excelsior (Alno-Padion, Alnion incanae, Salicion albae), Pseudostepă cu ierburi și specii anuale de Thero-Brachypodietea.
La baza desemnării sitului se află mai multe specii protejate:
- păsări (29): ciocârlie-de-câmp (Alauda arvensis), rață mare (Anas platyrhynchos), fâsă de luncă (Anthus pratensis), stârc cenușiu (Ardea cinerea), ciocârlie-cu-degete-scurte (Calandrella brachydactyla), barză albă (Ciconia ciconia), Clamator glandarius, prepeliță (Coturnix coturnix), egretă albă (Egretta alba), egretă mică (Egretta garzetta), măcăleandru (Erithacus rubecula), Falco naumanni, acvilă pitică (Hieraaetus pennatus), Hippolais polyglotta, rândunică (Hirundo rustica), sfrâncioc cu cap roșu (Lanius senator), pescăruș negricios (Larus fuscus), ciocârlie de pădure (Lullula arborea), privighetoare (Luscinia megarhynchos), prigoare (Merops apiaster), gaia neagră (Milvus migrans), codobatură galbenă (Motacilla alba), pietrar mediteranean (Oenanthe hispanica), cormoran mare (Phalacrocorax carbo), pitulice de munte (Phylloscopus collybita), silvie de tufiș (Sylvia undata), fluierarul de zăvoi (Tringa ochropus), sturz-cântător (Turdus philomelos), nagâț (Vanellus vanellus)
- mamifere (1): vidră de râu (Lutra lutra)
- pești (4): Cobitis vettonica, Luciobarbus comizo, Pseudochondrostoma polylepis, Rutilus alburnoides
- reptile (1): Mauremys leprosa

Pe lângă speciile protejate, pe teritoriul sitului au mai fost identificate 2 specii de plante, 2 specii de amfibieni, 3 specii de pești, 1 specie de reptile.